# Ooperipatus pulchellus
Ooperipatus pulchellus är en klomaskart som beskrevs av Reid 1996. Ooperipatus pulchellus ingår i släktet Ooperipatus och familjen Peripatopsidae. Inga underarter finns listade i Catalogue of Life.